# غابرييل سيلا
غابرييل سيلا (بالإيطالية: Gabriele Sella)‏ مواليد 15 أبريل 1963 في إيطاليا - الوفاة 2 يونيو 2010 في إيطاليا، كان دراج إيطالي. سبق أن شارك في دورة الألعاب الأولمبية الصيفية.

## روابط خارجية
- غابرييل سيلا على موقع أرشيف الدراجات (الإنجليزية)
- غابرييل سيلا على موقع CycleBase (الإنجليزية)
- غابرييل سيلا على موقع أوليمبيديا (الإنجليزية)